# Il pretoriano
Il pretoriano è un romanzo storico di Simon Scarrow ambientato nel 51 d.C., pubblicato in Italia nel settembre 2012 dalla casa editrice Newton Compton. 
È l'undicesimo romanzo della Eagles of the Empire Series con protagonisti Macrone e Catone.

## Trama

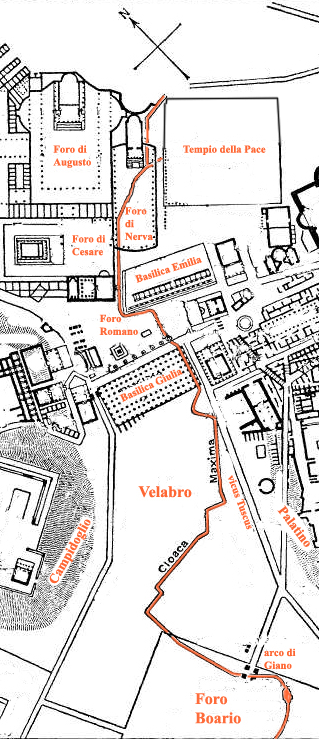
Il percorso della Cloaca Massima. Lungo i suoi meandri Macrone e Catone scoprono il nascondiglio del grano trafugato dai ribelli.

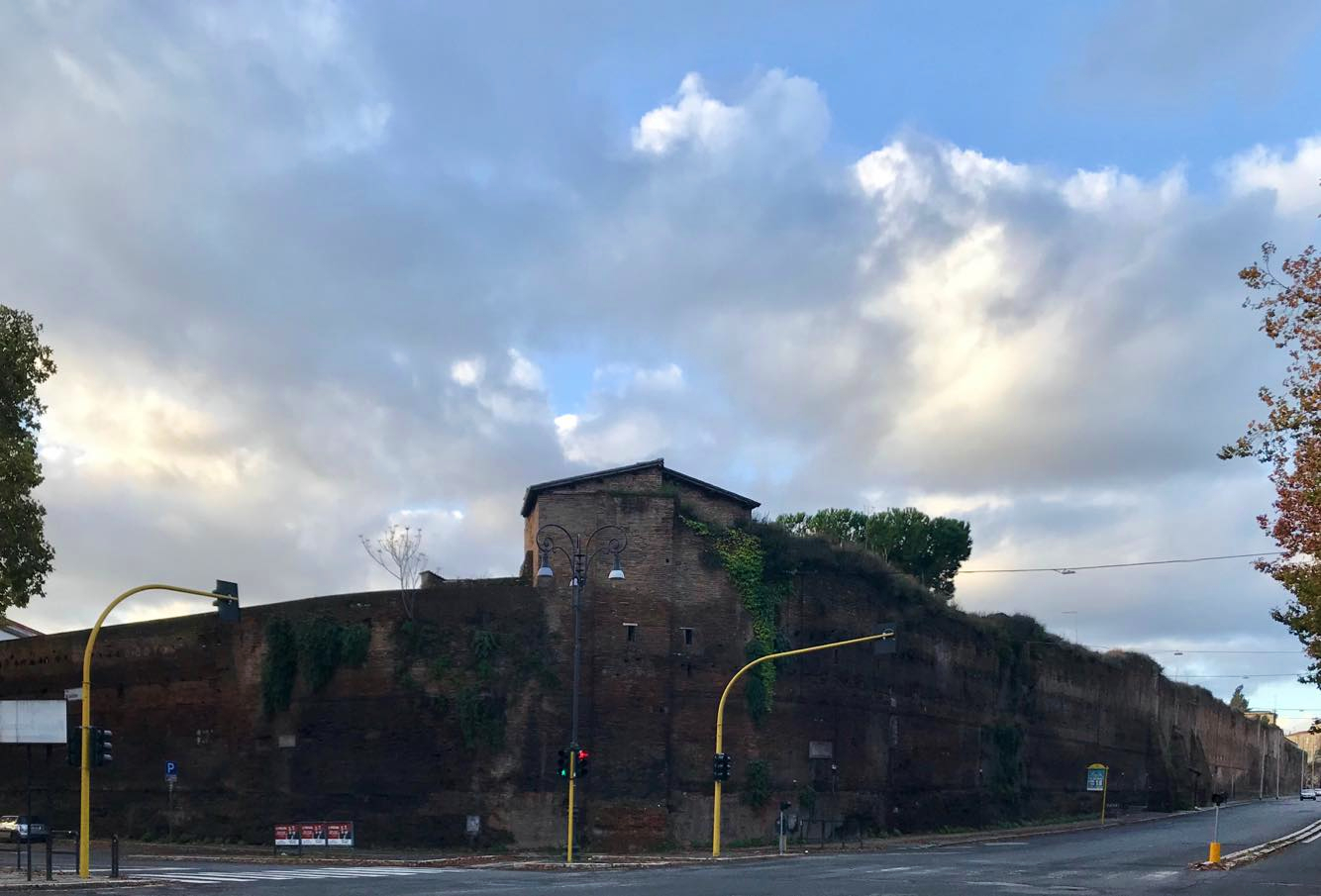
Angolo nord-ovest del muro di ronda dei Castra Praetoria

È il 51 d.C., undicesimo anno del regno dell'Imperatore Claudio, e Catone e Macrone sono, ormai da due mesi, ad Ostia sotto copertura, in attesa che il segretario imperiale Narciso si faccia vivo per assegnargli una nuova missione. Nel frattempo, nei pressi di Asculum viene assassinato il tribuno Balbo e trafugato il convoglio che trasporta le monete d'argento, appena coniate nella zecca di Narbo Martius in Gallia Narbonense, e destinate alle casse dell'imperatore. 
Finalmente Narciso giunge ad Ostia per incontrare i due amici, e gli comunica che la loro missione sarà quella di smascherare ed eliminare i membri della setta dei Liberatores, che minacciano di ordire una congiura ai danni dell'imperatore. Inoltre obiettivo secondario sarà quello di individuare e recuperare il tesoro, in monete di argento, che è stato trafugato con il supporto di alcuni pretoriani, e probabilmente finito nella disponibilità dei cospiratori. Infatti Narciso riferisce ai due amici che un pretoriano, che aveva speso ingenti somme in monete d'argento nelle taverne romane, messo sotto tortura, aveva ammesso di aver partecipato al furto ed aveva fatto il nome del centurione Marco Lurco, quale uno degli organizzatori.

Per non destare sospetti verranno arruolati nel corpo della Guardia pretoriana, sotto falsa identità e con un falso curriculum, e avranno come unico contatto Settimo, un agente spia di Narciso.
Una volta giunti a Roma incontrano Settimo, per ricevere i dettagli della missione, e assumono le nuove identità, Macrone sarà Vibio Gallo Calido e Catone Tito Ovidio Capito. Cominciano quindi a prestare servizio nel corpo dei pretoriani ed a fare conoscenza con i nuovi commilitoni.
Durante la cerimonia dei Giochi dell'Ascesa, alla quale partecipa tutto il corpo dei pretoriani per garantire la sicurezza dell'Imperatore con i familiari ed il suo seguito, nel Foro scoppia una rivolta per il cibo, e per tutelare l'incolumità della famiglia reale, nel caso in cui la rivolta si allargasse anche al pubblico dell'arena, i pretoriani fanno defluire il più velocemente possibile Claudio ed il suo seguito e lo scortano verso il palazzo reale. Durante il tragitto, a rischio di far scoprire la propria identità, Macrone e Catone si danno da fare per salvare la vita all'imperatore e la sua famiglia. In particolare, Catone, con un gesto eroico, salva la vita al giovane Nerone frapponendosi tra lui e la lama di un coltello procurandosi una ferita al braccio. Nerone, preso da parte Catone, gli manifesta tutta la sua gratitudine affermando che se un giorno dovesse diventare imperatore gli potrà chiedere qualsiasi cosa.
Prima di lasciare l'arena, Macrone mentre si allontana un attimo dalla sua postazione, scorge dietro una tenda l'imperatrice Agrippina mentre si concede ad effusioni con Pallante, uno dei consiglieri di Claudio. Macrone viene visto dai due, ma nonostante si allontani subito dalla scena, ne rimane molto turbato temendo le conseguenze a cui può andare incontro, racconta il tutto a Catone proprio un attimo prima che venga dato l'ordine di evacuazione.

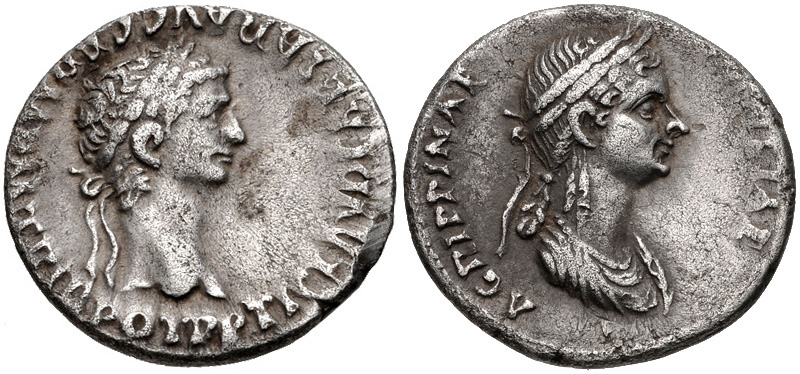
Denari d'argento con l'effige di Claudio ed Agrippina. Sinio ne promette mille a Catone per farlo aderire ai Liberatores.

Dopo alcuni giorni, il centurione Sinio convoca Catone, con la scusa di complimentarsi del suo operato durante la rivolta, ed affida, a lui e Macrone, il compito di eliminare il centurione Lurco quale prova di fedeltà ed adesione agli ideali dei Liberatores. Sinio promette anche una promozione per entrambi ed una ricompensa di mille denari d'argento.

I due amici confidano il tutto a Narciso ed assieme decidono di inscenare l'eliminazione di Lurco per tentare di entrare nelle grazie di Sinio. La finta uccisione del centurione viene avvalorata dalla presentazione a Sinio di un dito tagliato, che apparteneva ad un cadavere, con l'anello di Lurco.
Frattanto Catone scopre che a capo della banda di rivoltosi della Suburra vi è Cestio, che è lo stesso che aveva provato ad uccidere il giovane Nerone durante la rivolta. Inoltre scoprono che nelle settimane precedenti Cestio ed un mercante di nome Aulo Pisco hanno acquistato quasi tutto il grano reperibile sul mercato, evidentemente con l'argento rubato, facendo innalzare alle stelle il prezzo, e facendo cadere la città sull'orlo della rivolta in quanto le fasce più povere non riescono più ad acquistarlo, e le elargizioni gratuite di grano da parte dell'imperatore non avvengono da molti giorni per l'assenza di rifornimenti. Quindi l'unica soluzione è mettere le mani sul grano acquistato da Cestio e Pisco, che si dovrebbe trovare in un magazzino che hanno fittato lungo il Tevere. 
Macrone e Catone, durante lo svolgimento delle loro indagini, scoprono che tutto il grano conservato nei magazzini sulle rive del Tevere è misteriosamente scomparso, e di conseguenza, se entro pochi giorni non giungerà a Roma la flotta dall'Egitto, la plebe soffrirà la fame, con un alto rischio di sommossa. L'imperatore, per tenere calma la popolazione, pianifica l'organizzazione di una grandiosa naumachia da svolgere nel lago del Fucino, con annesso un immenso banchetto per tutti gli spettatori.

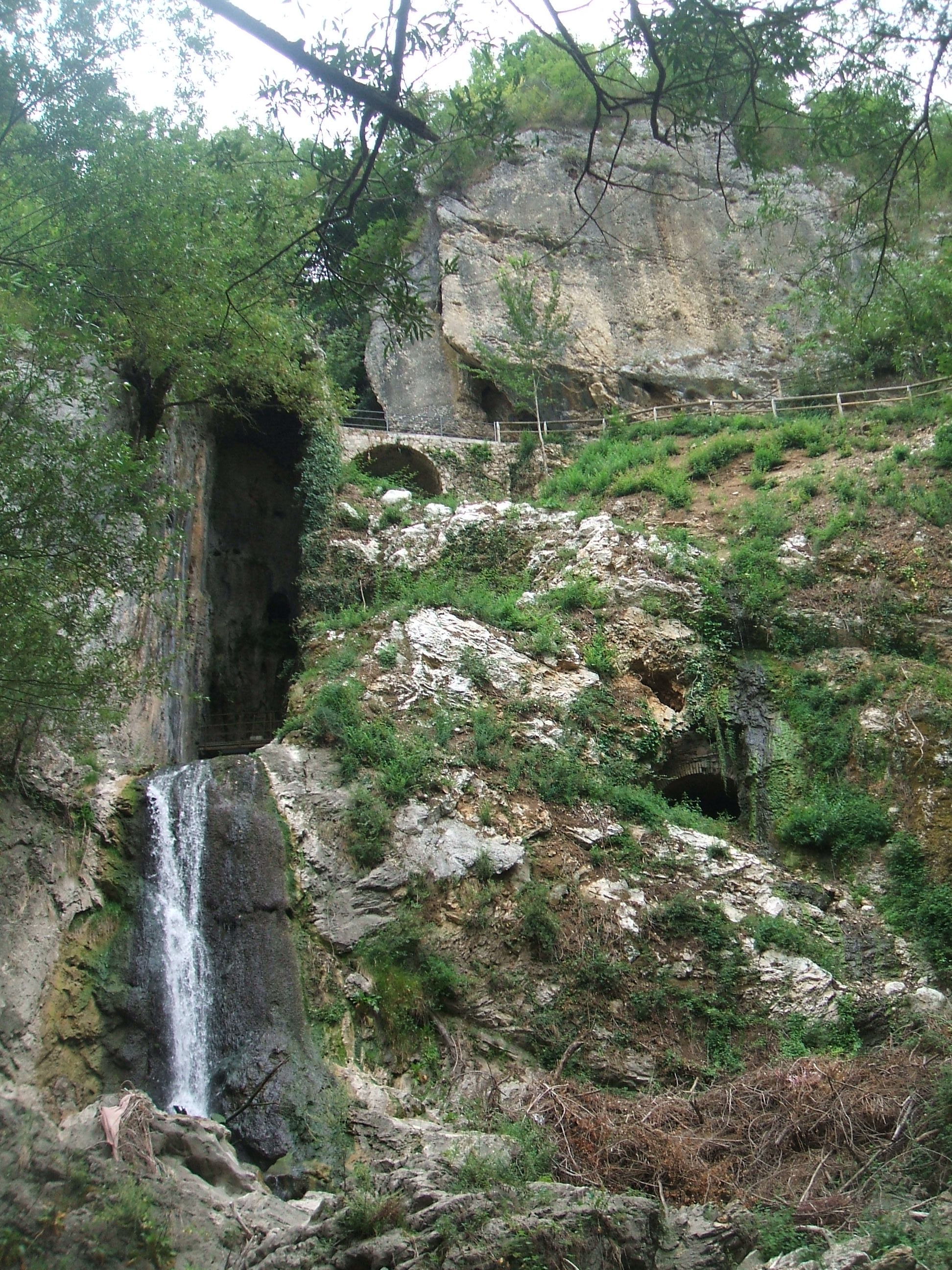
Lo sbocco del cunicolo emissario. Il crollo della diga che tappava questo cunicolo, non ancora inaugurato, comportò l'esondazione durante la quale Catone salvò la vita a Claudio

Mentre sono in corso i lavori, seguiti dall'ingegnere Apollodoro, per ultimare la bonifica del lago, un incidente, che provoca l'esondazione di parte del lago in un canale in costruzione, mette a rischio la vita di Claudio, che si salva grazie all'intervento di Catone. Proprio durante questo incidente, che si scoprirà provocato da un sabotaggio, i due amici scoprono che il centurione Tigellino fa parte dei cospiratori e ha dunque anche provato ad attentare alla vita dell'imperatore durante l'incidente.
Giunto il giorno del grande spettacolo della naumachia, quasi tutti gli abitanti di Roma si trasferiscono sulle rive del lago per assistere allo spettacolo e partecipare al banchetto. Claudio dal suo palco saluta i condannati, gladiatori e schiavi che fungeranno da equipaggi, e questi gli rispondono con la frase Ave Cesare!, Morituri te salutant!, ma anziché imbarcarsi per dare inizio allo spettacolo, un'ottantina di gladiatori provenienti dal Ludus Magnus, la più famosa scuola gladiatoria di Roma, si ribellano ed affrontano i pretoriani per tentare di avere salva la vita. Tigellino ed i pretoriani provano a contenere i gladiatori ma solamente l'astuzia e la strategia di Macrone e Catone permetterà di annientarli ed a Macrone di uccidere il capo dei rivoltosi, ponendo fine a questo increscioso intoppo alla manifestazione. 
Mentre lo spettacolo della naumachia è in corso, l'imperatore viene informato che la flotta di rifornimento di grano, che stava aspettando, è naufragata, e pertanto entro due giorni la città rimarrà senza viveri. Claudio lascia, senza farsene accorgere, il palco dal quale sta assistendo allo spettacolo, e si rifugia nel palazzo imperiale protetto dalle sue guardie germaniche e dai pretoriani.
Nel frattempo Catone e Macrone, accompagnati da Settimo e dal centurione Plauto con venti dei germani facenti parte della guardia personale di Claudio, esplorando la Cloaca Massima scoprono il nascondiglio dove sono state ammassate le riserve di grano. Nel magazzino vi sono anche circa quaranta uomini di Cestio, e dopo un durissimo scontro Catone e Macrone riescono ad eliminarli tutti, quindi attraverso dei cunicoli inseguono Cestio fino a sbucare nel circo Massimo dove riescono a ferirlo a morte. Cestio in fin di vita confessa di essere stato ingaggiato da Settimo per il tentato omicidio di Nerone e dal centurione Sinio per acquistare e nascondere il grano.
Avendo quindi avuto la conferma che l'imperatore è circondato da cospiratori tornano velocemente al palazzo, per comunicare a Claudio la notizia, e giungono in tempo per sventare un complotto che, guidato dagli ufficiali della guardia pretoriana Geta e Sinio, è giunto fin nelle stanze di Claudio per assassinarlo. Riescono quindi a sventare il complotto ed i due traditori vengono uccisi da Tigellino, per nascondere la sua partecipazione, un attimo prima che Catone e Macrone li trovino assassinati.
Enormemente riconoscente, Claudio conferma la promozione di Catone e fa assegnare entrambi ad un ruolo di comando in una legione che sceglierà Narciso, il quale decide di mandarli in Britannia.

## Personaggi
- Lucio Cornelio Macrone: Centurione dell'esercito romano.
- Quinto Licinio Catone: Centurione dell'esercito romano.
- Claudio: Imperatore, sovrano giusto ma non sempre coerente.
- Balbo: Tribuno al comando del convoglio per il trasporto dell'argento.
- Arminio: Centurione al comando degli ausiliari Cherusci di scorta al convoglio dell'argento.
- Gaio Sinio: Centurione della Seconda Centuria dell'Ottava Coorte dei pretoriani, ambizioso e pronto a tradire chiunque.
- Agrippina: Nipote e moglie di Claudio, e madre del principe Nerone.
- Nerone: Figlio di Agrippina e figlio adottivo di Claudio.
- Britannico: Figlio di Claudio, intelligente ma algido.
- Messalina: Ex moglie di Claudio e madre di Britannico.
- Cestio: Capo di una banda di criminali, spietato e senza scrupoli.
- Giulia Sempronia: Figlia del senatore Sempronio e promessa sposa di Catone.
- Narciso: Segretario imperiale e stretto consigliere di Claudio.
- Lucio Sempronio: Senatore, padre di Giulia Sempronia.
- Spurio: Locandiere di Ostia al soldo di Narciso.
- Pergilla: Figlia del locandiere Spurio.
- Polibio: Consigliere di Claudio, morto suicida.

- Callisto: Consigliere di Claudio.
- Pallante: Consigliere di Claudio.
- Lucio Lusio Geta: Prefetto, comandante della Guardia Pretoriana.
- Marco Lurco: Centurione, comandante della Sesta Centuria della Terza Coorte.
- Vespasiano: Console, ex Legato della Seconda Legione.
- Oscano Ottimo Settimo: Agente spia di Narciso.
- Burro: Tribuno, comandante della Terza Coorte dei pretoriani.
- Gaio Ofonio Tigellino: Optio della Sesta Centuria della Terza Coorte, vice di Lurco.
- Fuscio: Guardia pretoriana che si considera già veterano nonostante sia una recluta.
- Crispino: Guardia pretoriana.
- Eurialo: Precettore di Nerone e Britannico.
- Lucio Anneo Seneca: Precettore di Nerone.
- Porcino: Follatore, frequentatore della locanda Fiume del vino.
- Gaio Frontino: Locatore di magazzini.
- Acer: Soldato della Coorte Urbana.
- Aulo Pisco: Ricco mercante.
- Vitellio: Figlio di un senatore e nemico di lunga data di Catone e Macrone[4].
- Apollodoro: Ingegnere, che si occupa della bonifica del Lago del Fucino.
- Plauto: Centurione a capo delle guardie del corpo germaniche di Claudio

## Ambientazione
| Anno    | Età Macrone | Età Catone | Ambientazione |
| ------- | ----------- | ---------- | ------------- |
| 51 d.C. | 43 anni     | 26 anni    |               |

## Edizioni
- Simon Scarrow, Il pretoriano, traduzione di Roberto Lanzi, collana Nuova Narrativa Newton, Newton Compton, 13 settembre 2012,  p. 384, ISBN 978-88-541-4157-5.
- Simon Scarrow, Il pretoriano, traduzione di Roberto Lanzi, collana Gli Insuperabili, Newton Compton, agosto 2013,  p. 384.
- Simon Scarrow, Il pretoriano, traduzione di Roberto Lanzi, collana Gli Insuperabili, Newton Compton, 18 settembre 2014,  p. 384, ISBN 978-88-541-7412-2.
- Simon Scarrow, Il pretoriano, traduzione di Roberto Lanzi, collana Gli Insuperabili Gold, Newton Compton, 13 luglio 2017,  p. 384, ISBN 978-88-227-0700-0.

## Analisi
- Il Pretoriano è il secondo romanzo, dopo La profezia dell'aquila, ad essere ambientato a Roma, e il sesto, consecutivo, non ambientato in Britannia.

- È il terzo romanzo in cui compare il personaggio di Giulia Sempronia. Le precedenti apparizioni risalgono ai romanzi Il Centurione e Il gladiatore.